# الشراحي (السبرة)
الشراحي

تعديل مصدري - تعديل

الشراحي هي إحدى قرى عزلة عروان بمديرية السبرة التابعة لمحافظة إب، بلغ تعداد سكانها 203 نسمة حسب تعداد اليمن لعام 2004.